# Pierre-Michel Nempde-Dupoyet
Pierre Michel Nempde-Dupoyet, né le 8 août 1775 à Brioude (Haute-Loire), mort le 26 février 1833 à Paris, est un général français de la Révolution et de l’Empire.

## États de service
Il entre en service le 7 mars 1794, comme élève sous-lieutenant à l’école du génie de Metz, il passe lieutenant le 21 mars 1795, et capitaine de 2e classe le 19 juillet 1795. Il participe aux campagnes de l’an III, aux armées de Sambre-et-Meuse, du Rhin, et de Moselle. Il participe au blocus et au siège de Mayence, puis au passage du Rhin à Oppenheim en 1794-1795.
De l’an V à l’an VI, il est affecté à l’armée d’Italie, et il participe à la bataille de Rivoli les 14 et 15 janvier 1797, à la prise de Mantoue en février 1797, et à la défense du fort de Tortone. Il est fait prisonnier le 11 septembre 1799, lors de la capitulation de Tortone.
Il est promu capitaine le 24 septembre 1803. Il sert à Toulouse en 1804 et 1805, puis en Italie et à l’armée de Naples en 1805 et 1806. Il est blessé d'une balle dans le bras et de coups de baïonnette dans les flancs et fait prisonnier lors du siège de Gaète le 15 mai 1806, puis transféré en Sicile. Il est fait chevalier de la Légion d’honneur le 15 août 1806.
Libéré en septembre 1807, il est affecté à l’armée du royaume de Naples, et il est blessé le 4 octobre 1807 à Capri. En 1808, il passe à l’armée d’Espagne, il est de nouveau blessé de deux coups de feu, l'un à travers le corps, l'autre dans le bras gauche le 6 février 1809, lors du siège de Saragosse. Le 13 février, il est nommé chef de bataillon et il rejoint la Grande Armée, pour la campagne d’Autriche, comme chef d’état-major adjoint du génie de l’armée. Il est fait officier de la Légion d’honneur le 10 mars 1809. Il est chargé de la démolition de la place de Graz en juillet 1809. En 1810 et 1811, il est envoyé en Espagne, à l'Armée du Portugal. Il sert au siège d'Almeida en août 1810.
Le 15 juin 1812, il devient directeur adjoint du parc du génie de la Grande Armée, pour la campagne de Russie, et il est nommé colonel le 8 octobre 1812. Il est promu général de brigade le 3 juin 1813, et lors de la retraite de Russie, il est responsable du génie lors du Siège de Glogau (1813-1814). Fait prisonnier il rentre en France en mai 1814.
Lors de la première restauration, le roi Louis XVIII, le fait chevalier de Saint-Louis et commandeur de la Légion  d’honneur le 24 octobre 1814.
En juin 1815, il commande le génie du 3e corps de l’armée du Nord sous Vandamme, et il est mis en non activité en septembre 1815.
Nommé inspecteur général et membre du comité du Génie en 1816. Il est président du jury d'examen de sortie de l'École d'artillerie et du génie de Metz en novembre 1830, il est envoyé en mission en Belgique pour organiser le service du génie dans l'Armée belge le 4 septembre 1831. Rappelé en France, il est maintenu comme membre du comité des fortifications.
Il meurt accidentellement le 26 février 1833, à Paris.

## Sources
- R. Dumolin, « Biographie des Officiers-Généraux de la Haute-Loire : Pierre-Michel Nempde du Poyet, général de brigade », Annales de la Société d'agriculture, sciences, arts et commerce du Puy,‎ 1850 (lire en ligne)
- Aimé Brunereau, « Le général Nempde-Dupoyet », Almanach de Brioude, Brioude,‎ 1925
- Georges Six, Dictionnaire biographique des généraux & amiraux français de la Révolution et de l'Empire (1792-1814) Paris : Librairie G. Saffroy, 1934, 2 vol.
- (en) « Generals Who Served in the French Army during the Period 1789 - 1814: Eberle to Exelmans »
- Thierry Pouliquen, « Les généraux français et étrangers ayant servis [sic] dans la Grande Armée » (consulté le 10 août 2014)
- (pl) « Napoléon.org.pl »